# Mánuel stílus

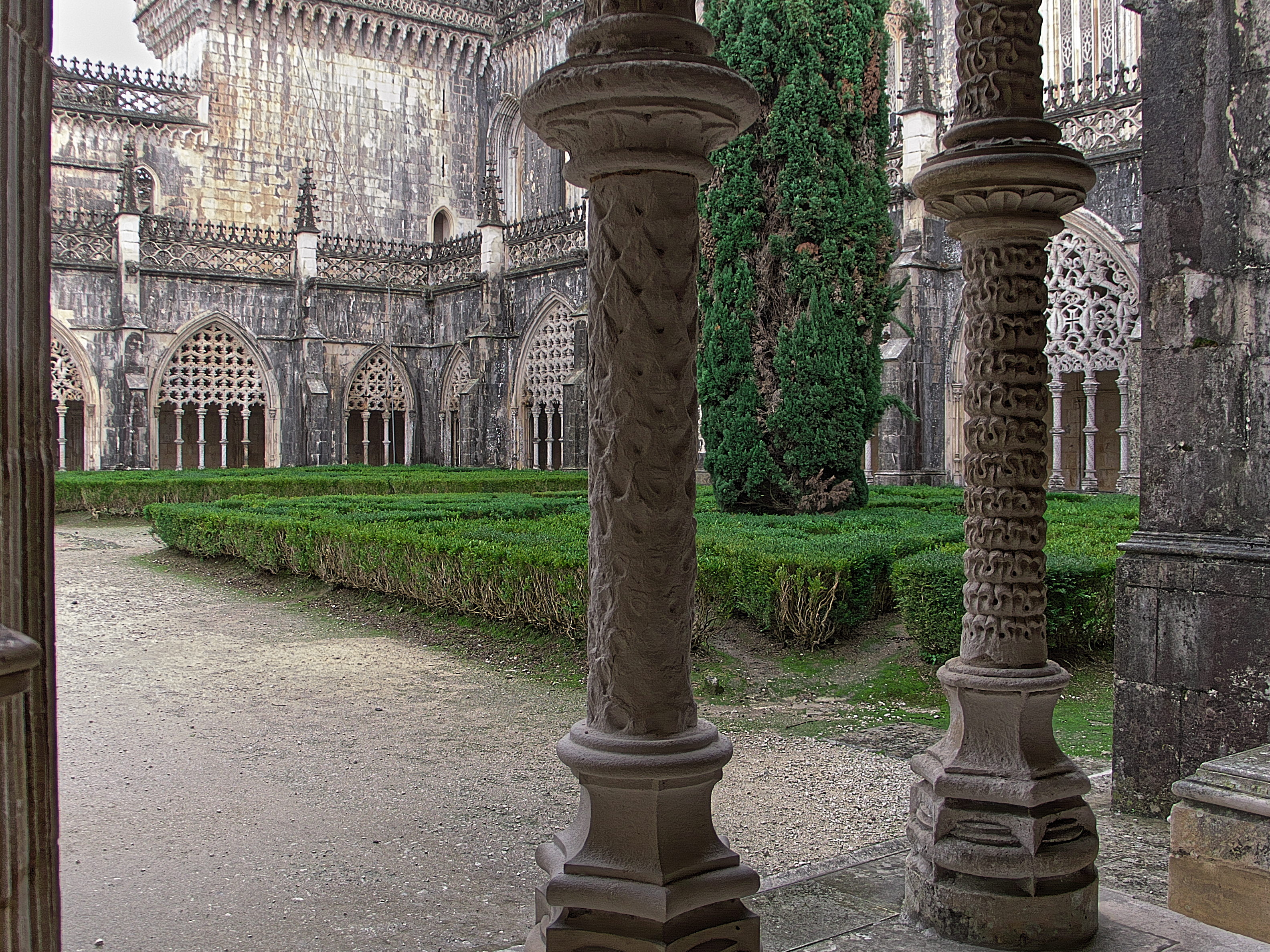
Batalha

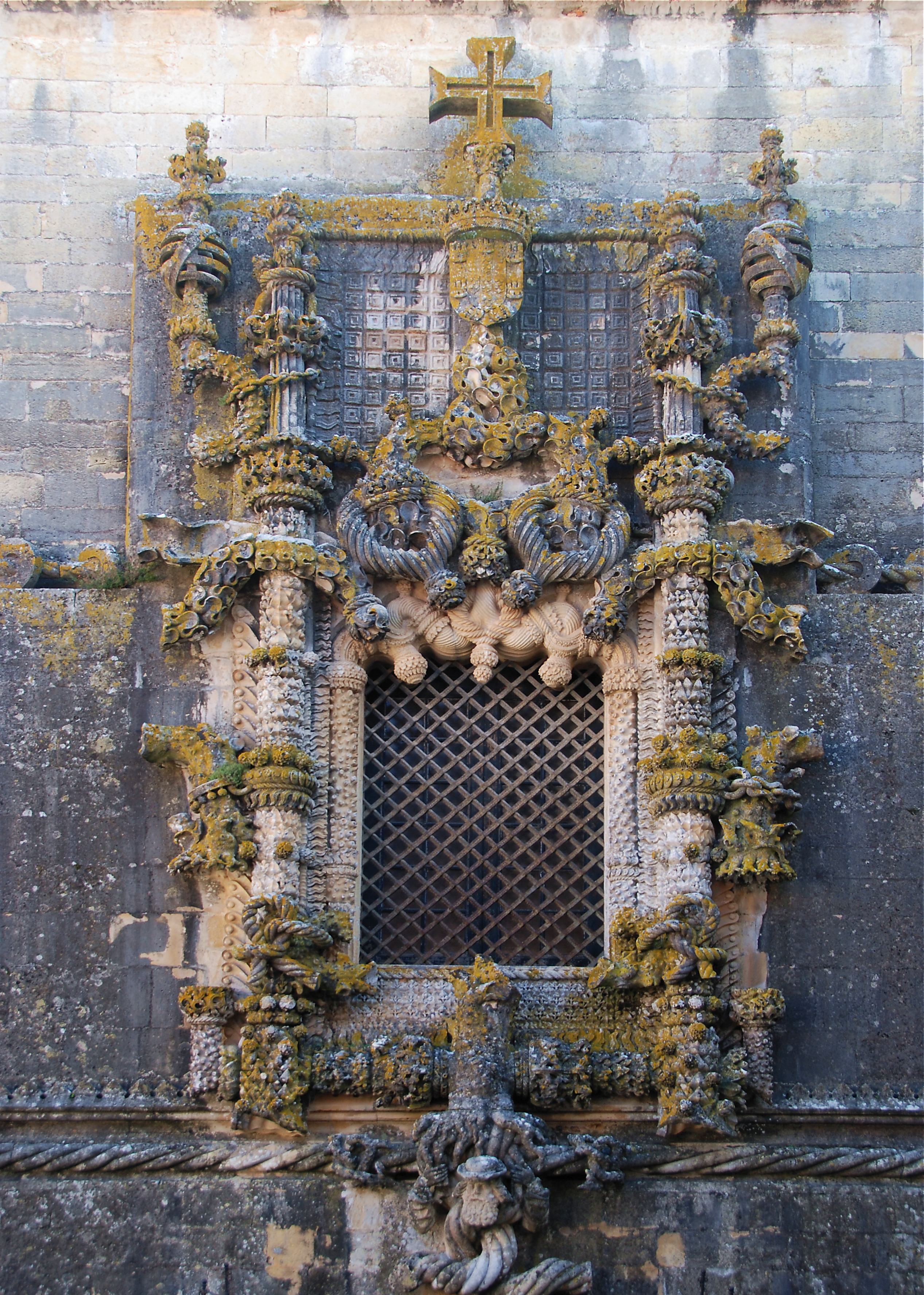
A Krisztus-rendi kolostor világhírű manueli stílusú díszablaka

A mánuel stílus (mánuelita stílus) a késő gótika és a kora reneszánsz sajátos változata Portugáliában. Nevét I. (Nagy) Mánuel portugál királyról (1469 – 1521) kapta.
A 16. század első felében fejlődött ki a gótika sajátos, portugál változataként. Fő jellegzetessége a gazdag díszítés, főképp a kőfaragások. Ezek közt egyaránt megtaláljuk a földrajzi felfedezésekre utaló elemeket és a mór örökségként fennmaradt indás-leveles motívumokat, mivel a hagyományos stílusjegyeket az őserdők liánjaival, a kiűzött mórok arabeszkjeivel, a tenger ihlette elemekkel gazdagították. Gyakoriak átfedései a főleg Spanyolországra jellemző mudéjar stílussal.

## Avilágörökségrészét alkotó híres épületek
- Lisszabonban:
  - a Szent Jeromos-kolostor,
  - a Belém-torony;
- Batalhában a Győzelmes Szűz Mária kolostor
- Tomarban a Krisztus-rendi kolostor

## Lásd még
- építészet
- építészettörténet